# Pueblo Blanco (Almería)
Pueblo Blanco es una localidad y pedanía española del municipio de Níjar, en la provincia de Almería, Andalucía. Se ubica en el mismo Campo de Níjar.

## Historia
Esta localidad es uno de los poblados de colonización iniciados a principios de los años 60 como consecuencia de la colonización agraria del municipio de Níjar por parte del Instituto Nacional de Colonización (INC), después IRYDA.

## Economía
Se basa en la agricultura intensiva de cultivo en invernadero.

## Demografía
Cuenta con 1.293 habitantes censados.

## Monumentos

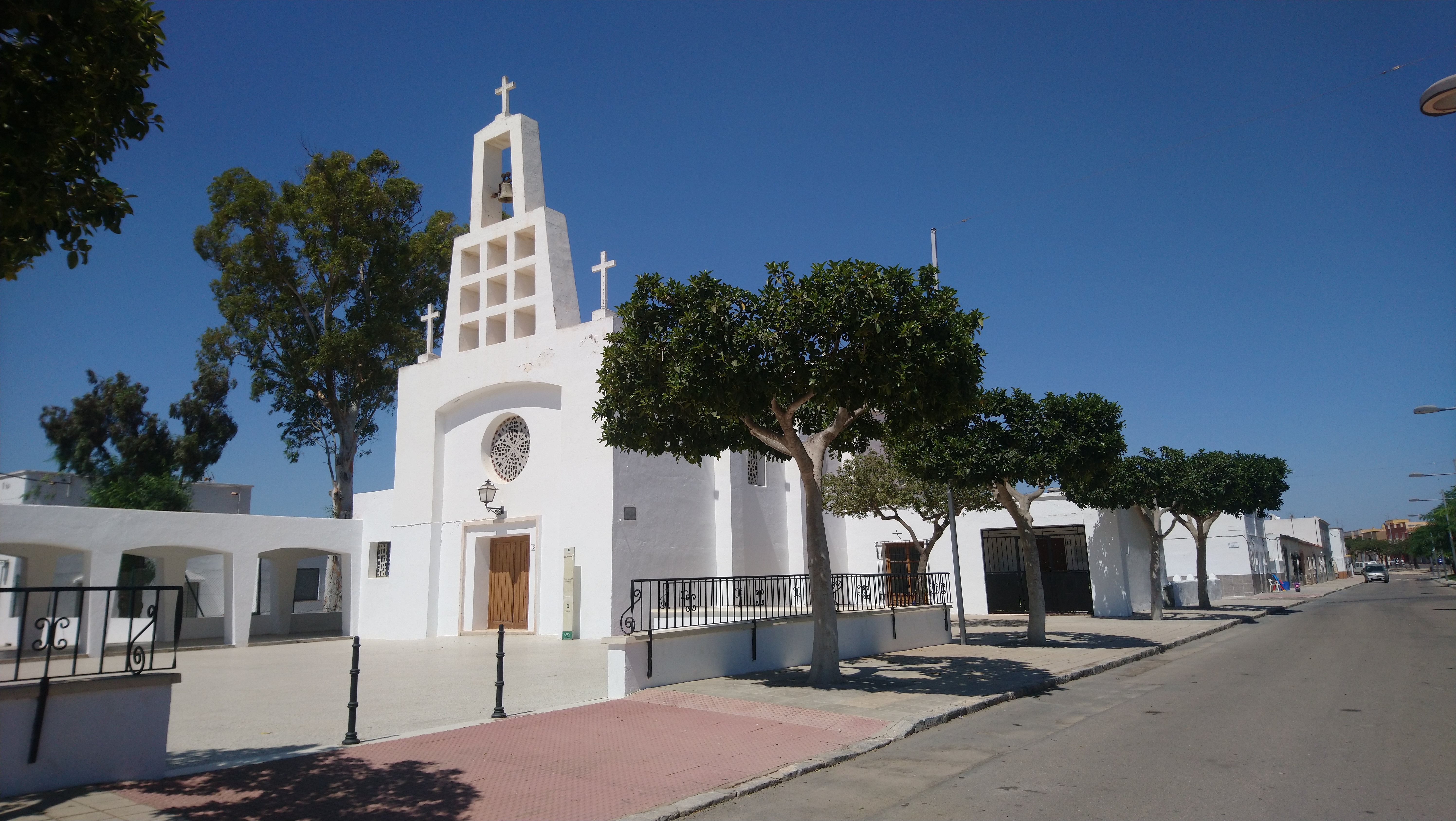
La iglesia de Pueblo Blanco.

Se encuentra la iglesia que se conoce que proviene de los años 60. Es una de las pocas iglesias construidas por el INC en toda España.
- Datos: Q6091006
- Multimedia: Puebloblanco / Q6091006